# Domenico Baccheschi
Domenico Baccheschi, detto Seo (Marciano della Chiana, 26 maggio 1931 – Grosseto, 2 marzo 2010), è stato un pugile italiano, campione nazionale dei pesi mediomassimi nel 1958.
È stato attivo nel pugilato professionistico dal 1956 al 1960.

## Gli inizi
Nato a Marciano della Chiana nel 1931 debutta nel pugilato il 4 agosto del 1951, a 20 anni, su un ring allestito alla Cavallerizza contro il pisano Lazzeroni. 
Nel 1952 partecipa per la prima volta ai campionati toscani che vincerà successivamente, nel 1955, dominando sul livornese Tosi e di nuovo su Lazzeroni.
Sempre nel 1955 si afferma ai campionati italiani vincendo la medaglia d'argento.

## Carriera nel professionismo

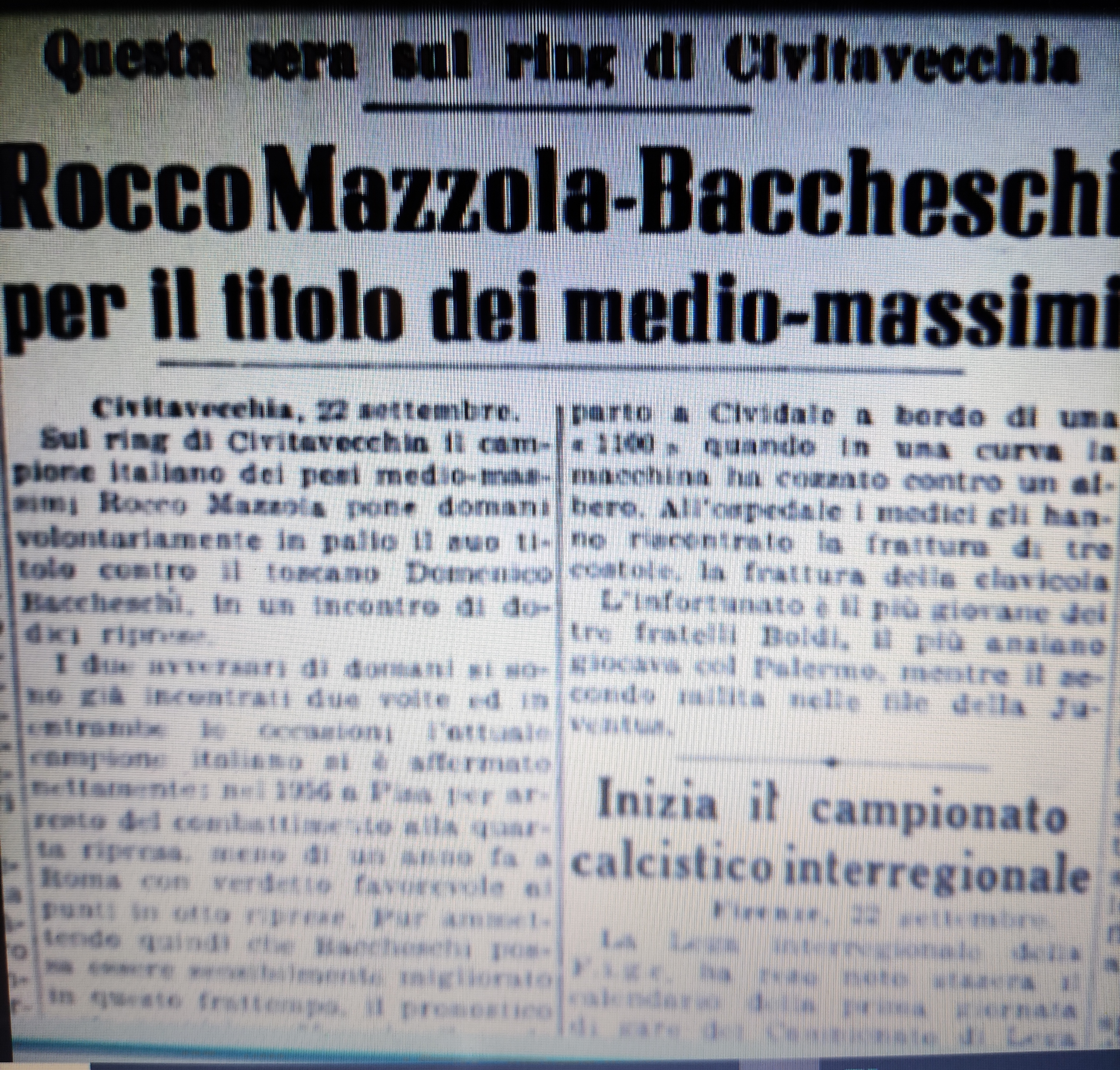
Ritaglio dell'incontro dove Baccheschi sconfisse Rocco Mazzola qualificandosi campione nazionale.

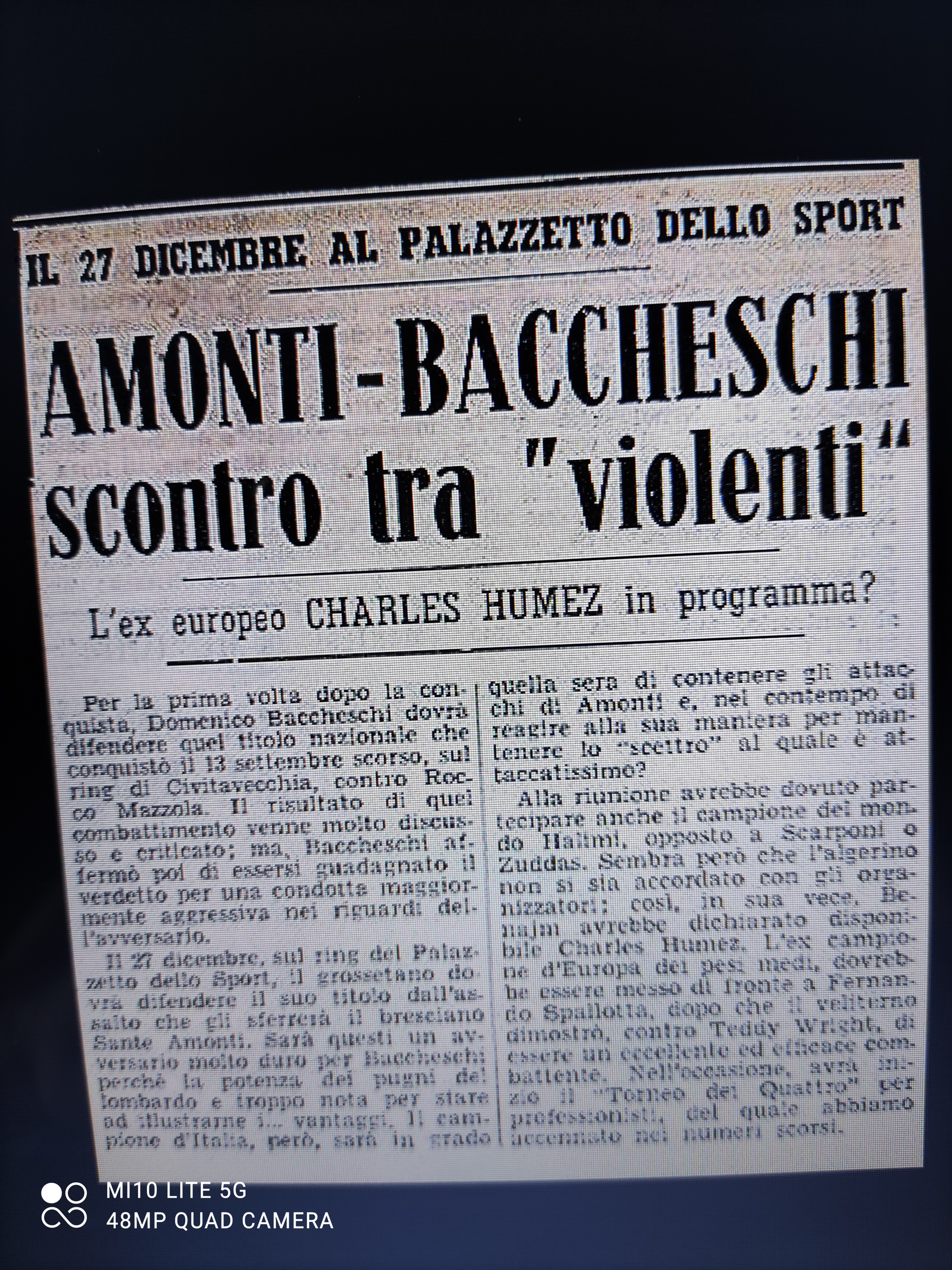
Ritaglio dello scontro fra Domenico "Seo" Baccheschi e Santo "Sante" Amonti

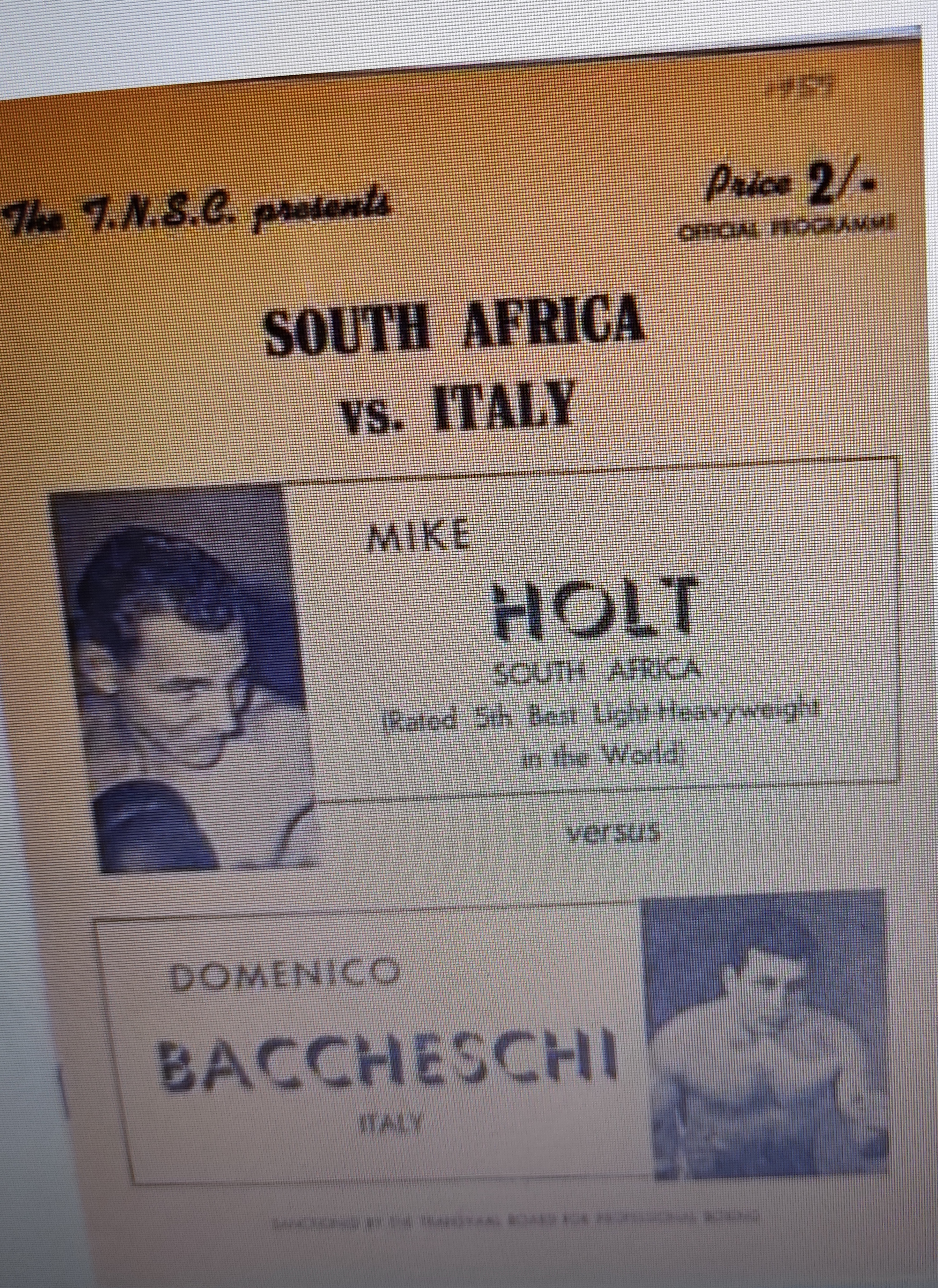
Locandina dell'incontro fra Domenico Baccheschi e Mike Holt nel 1959 a Johannesburg

Grazie agli ottimi risultati iniziali, Steve Klaus, l'allora tecnico della squadra nazionale di pugilato, lo recluta con altri due grossetani, Zanaboni e Bertini. Tuttavia, è al 1956 che viene fatto risalire il salto di qualità di Baccheschi che, assistito dal procuratore Mancini, entra per la prima volta nel settore professionistico dove rimarrà fino al suo ritiro, avvenuto nel 1960.
Il suo primo incontro da pugile professionista si svolge nuovamente a Grosseto; il suo avversario è Gaetano Guerriero, che Baccheschi manda al tappeto vincendo di KO tecnico al terzo turno.
Seguono varie vittorie con altri pugili toscani; a Porto Santo Stefano combatte con Marcello Todini per poi tornare nuovamente a Grosseto affrontando i francesi Frank Mariany e Alexandre Ceremonia.
Nel gennaio del 1956 combatte per la prima volta lontano dalla sua città, a Bologna, contro Giancarlo Bettazzoni che però lo stende al primo round.
Il 12 maggio del 1956, dopo altri combattimenti svolti a Grosseto contro i pugili Raddi e Bagnoli, Baccheschi torna nuovamente a scontrarsi fuori sede, affrontando a Pisa il grande Rocco Mazzola, il quale vince l'incontro infliggendogli un KO al quarto turno.
Nonostante la sconfitta, Baccheschi continua a farsi valere nei successivi incontri e dopo quasi un anno di assenza dal ring (dal 1956 al 1957) dà prova di grande forza e resilienza, atterrando il pugile Giuliano Bianchi in uno scontro a Grosseto.
L'anno d'oro è il 1957 dove Baccheschi colleziona 4 vittorie su 5 incontri disputati, perdendo solamente (e nuovamente) con Mazzola.
Il 1958 è nuovamente un'ottima annata: Baccheschi ottiene infatti 4 vittorie e 1 pareggio su 6 incontri disputati, qualificandosi campione nazionale strappando il titolo a Rocco Mazzola in un combattimento estenuante di 12 riprese, vinto ai punti all'ultimo turno. Successivamente difende il titolo ma viene spodestato da Santo Amonti che lo sconfigge per Knockout all'undicesima ripresa, sul ring del Palazzetto dello Sport di Roma..
Nel 1959 Baccheschi combatte in Sudafrica, a Johannesburg per un incontro contro Mike Holt che in quel periodo faceva parte dei 5 migliori mediomassimi nel Mondo. Baccheschi perde ai punti dopo aver combattuto egregiamente e aver mandato Holt al tappeto per ben due volte. A Johannesburg, Baccheschi viene sconfitto anche da Gawie Clerk ma tornato in Italia batte per kot il campione veneziano Plinio Scarabellin e Luis Vicente, perdendo però un incontro con l'onnipresente Rocco Mazzola
Baccheschi subisce una sconfitta a Helsinki nel 1960. Nello stesso anno, con un curriculum di 18 vittorie, 10 sconfitte e 5 pareggi, annuncia il suo ritiro.

## Post carriera
Negli anni sessanta, Domenico Baccheschi viene inserito nello staff tecnico e i suoi insegnamenti aiutano a formare Antonio Zuffi, il miglior pugile grossetano di quel periodo. Per un anno e mezzo allena il pugile Alessandro Scapecchi.
Fino alla pensione lavora poi nel Municipio di Grosseto.

## Morte
Domenico Baccheschi muore il 2 marzo del 2010 dopo una breve malattia, nella sua casa a Grosseto.